# 2018年のMLBオールスターゲーム
2018年のMLBオールスターゲーム(英語: The 2018 Major League Baseball All-Star Game)はナショナルリーグとアメリカンリーグの間で行われた89回目のオールスターゲームである。2018年7月17日にワシントン・ナショナルズの本拠地ナショナルズ・パークで行われた。監督は、アメリカン・リーグはヒューストン・アストロズの監督A.J.ヒンチ、ナショナル・リーグはロサンゼルス・ドジャースの監督デーブ・ロバーツが務めた。先発投手が両リーグともに前年と同じであったのは1940年以来78年ぶりのことであった。
オールスター新記録の両チーム計10本塁打が飛び出した試合は延長10回の末、アメリカン・リーグが8対6で勝利した。MVPには10回表に決勝点となる本塁打を記録したアレックス・ブレグマン (HOU)が選出された。アメリカン・リーグは2013年から6連勝とし、通算成績を44勝43敗2分と勝ち越した。

## 経緯
開催都市は2015年4月6日、MLBコミッショナーのロブ・マンフレッドによって発表された。ワシントン・セネタースが1969年に主催して以来、ワシントンD.C.で開催された5番目のオールスターゲームであった。ワシントン・ナショナルズがオールスターゲームを主催したのは初めてであり、1982年にモントリオール・エクスポズとしてチームが発足して以来、ナショナルズフランチャイズがオールスターゲームを主催したことも初めてであった。

## 凡例
表中の守備の項は守備位置を示し以下の略記で示す。
- SP:先発投手 RP:救援投手 P:投手 C:捕手 1B:一塁手 2B:二塁手 SS:遊撃手 3B:三塁手 RF:右翼手 CF:中堅手 LF:左翼手 OF:外野手 DH:指名打者
- 表中のチーム名の略称についてはチームの表記参照。
- †：出場辞退 ‡：代替選出

## 選出選手

### 投票選出選手一覧
| 守備 | 選手（チーム）                 |
| ---- | ------------------------------ |
| C    | サルバドール・ペレス (KC)      |
| C    | ウィルソン・ラモス（TB）†      |
| C    | ヤン・ゴームズ（CLE）‡         |
| 1B   | ホセ・アブレイユ (CWS)         |
| 1B   | ミッチ・モアランド (BOS)       |
| 2B   | ホセ・アルトューベ (HOU)       |
| 2B   | グレイバー・トーレス (NYY)†    |
| 2B   | ジェド・ラウリー（OAK）‡       |
| 3B   | ホセ・ラミレス (CLE)           |
| 3B   | アレックス・ブレグマン (HOU)   |
| SS   | フランシスコ・リンドーア (CLE) |
| SS   | マニー・マチャド (BAL)         |
| OF   | ムーキー・ベッツ (BOS)         |
| OF   | アーロン・ジャッジ (NYY)       |
| OF   | マイク・トラウト (LAA)         |
| OF   | マイケル・ブラントリー (CLE)   |
| OF   | ジョージ・スプリンガー (HOU)   |
| OF   | ミッチ・ハニガー (SEA)         |
| OF   | 秋信守 (TEX)                   |
| DH   | J.D.マルティネス (BOS)         |
| DH   | ネルソン・クルーズ (SEA)       |

| 守備 | 選手（チーム）                   |
| ---- | -------------------------------- |
| C    | ウィルソン・コントレラス (CHC)   |
| C    | バスター・ポージー (SF)†         |
| C    | J.T・リアルミュート (MIA)        |
| C    | ヤディア・モリーナ（STL）‡       |
| 1B   | ポール・ゴールドシュミット (ARI) |
| 1B   | フレディ・フリーマン (ATL)       |
| 2B   | ハビアー・バエズ (CHC)           |
| 2B   | オジー・アルビーズ(ATL)          |
| 2B   | スクーター・ジェネット (CIN)     |
| 3B   | ノーラン・アレナド (COL)         |
| 3B   | エウヘニオ・スアレス (CIN)       |
| SS   | ブランドン・クロフォード (SF)    |
| SS   | トレバー・ストーリー (COL)       |
| OF   | ニック・マーケイキス (ATL)       |
| OF   | ブライス・ハーパー (WSH)         |
| OF   | マット・ケンプ (LAD)             |
| OF   | ロレンゾ・ケイン (MIL)           |
| OF   | クリスチャン・イエリッチ (MIL)   |
| OF   | チャーリー・ブラックモン (COL)   |

| 守備 | 選手（チーム）                    |
| ---- | --------------------------------- |
| SP   | ジャスティン・バーランダー (HOU)† |
| SP   | ルイス・セベリーノ (NYY)          |
| SP   | トレバー・バウアー (CLE)‡         |
| SP   | クリス・セール (BOS)              |
| SP   | ゲリット・コール (HOU)            |
| SP   | コーリー・クルーバー (CLE)†       |
| SP   | ホセ・ベリオス (MIN)              |
| SP   | チャーリー・モートン（HOU）‡      |
| SP   | ブレイク・スネル（TB）‡           |
| RP   | エドウィン・ディアス (SEA)        |
| RP   | アロルディス・チャップマン (NYY)† |
| RP   | J.A・ハップ (TOR)                 |
| RP   | ジョー・ヒメネス (DET)            |
| RP   | ブレイク・トレイネン (OAK)        |
| RP   | クレイグ・キンブレル (BOS)        |

| 守備 | 選手（チーム）                   |
| ---- | -------------------------------- |
| SP   | ジェイコブ・デグロム (NYM)       |
| SP   | アーロン・ノラ (PHI)             |
| SP   | パトリック・コービン (ARI)       |
| SP   | マイク・フォルテネービッチ (ATL) |
| SP   | マイルズ・マイコラス (STL)†      |
| SP   | ジョン・レスター (CHC)†          |
| SP   | マックス・シャーザー (WSH)       |
| SP   | ザック・グレインキー（ARI）‡     |
| SP   | ロス・ストリップリング（LAD）‡   |
| RP   | ジョシュ・ヘイダー (MIL)         |
| RP   | ケンリー・ジャンセン (LAD)       |
| RP   | ショーン・ドゥーリトル (WSH)†    |
| RP   | ブラッド・ハンド (SD)            |
| RP   | フェリペ・バスケス (PIT)         |
| RP   | ジェレミー・ジェフレス（MIL）‡   |

### 最終投票
選出選手の発表後、選出に漏れた選手の中から各リーグ5名が選ばれ、最後の1枠をかけたオールスターゲーム最終投票（All-Star Final Vote）がファン投票で行われた。アメリカンリーグはジーン・セグラが、ナショナルリーグはヘスス・アギラーが選出された。
| 選手（チーム）             | 守備 |
| -------------------------- | ---- |
| ヘスス・アギラー (MIL)     | 1B   |
| マックス・マンシー (LAD)   | 1B   |
| マット・カーペンター (STL) | 3B   |
| ブランドン・ベルト (SF)    | 1B   |
| トレイ・ターナー (WSH)     | SS   |

| 選手（チーム）                     | 守備 |
| ---------------------------------- | ---- |
| ジーン・セグラ (SEA)               | SS   |
| アンドリュー・ベニンテンディ (BOS) | OF   |
| アンドレルトン・シモンズ (LAA)     | SS   |
| エディ・ロザリオ (MIN)             | OF   |
| ジャンカルロ・スタントン (NYY)     | OF   |

### 先発出場選手
| 打順 | 選手（チーム）            | 守備 |
| ---- | ------------------------- | ---- |
| 1    | ムーキー・ベッツ (BOS)    | RF   |
| 2    | ホセ・アルトューベ (HOU)  | 2B   |
| 3    | マイク・トラウト (LAA)    | CF   |
| 4    | J.D.マルティネス (BOS)    | DH   |
| 5    | ホセ・ラミレス (CLE)      | 3B   |
| 6    | アーロン・ジャッジ (NYY)  | LF   |
| 7    | マニー・マチャド (BAL)    | SS   |
| 8    | ホセ・アブレイユ (CWS)    | 1B   |
| 9    | サルバドール・ペレス (KC) | C    |
|      |                           |      |
| 先発 | クリス・セール (BOS)      | P    |

| 打順 | 選手（チーム）                   | 守備 |
| ---- | -------------------------------- | ---- |
| 1    | ハビアー・バエズ (CHC)           | 2B   |
| 2    | ノーラン・アレナド (COL)         | 3B   |
| 3    | ポール・ゴールドシュミット (ARI) | DH   |
| 4    | フレディ・フリーマン (ATL)       | 1B   |
| 5    | マット・ケンプ (LAD)             | LF   |
| 6    | ブライス・ハーパー (WSH)         | CF   |
| 7    | ニック・マーケイキス (ATL)       | RF   |
| 8    | ブランドン・クロフォード (SF)    | SS   |
| 9    | ウィルソン・コントレラス (CHC)   | C    |
|      |                                  |      |
| 先発 | マックス・シャーザー (WSH)       | P    |

両リーグの先発投手であるクリス・セール（BOS）とマックス・シャーザー (WSH)は2年連続同じ顔合わせで、オールスターゲームで2年連続先発投手が同じ組み合わせになるのは1940年のレッド・ラフィング（NYY）とポール・デリンジャー（LAD）以来のことであった。

## 試合経過
|                  | 1 | 2 | 3 | 4 | 5 | 6 | 7 | 8 | 9 | 10 | R | H  | E |
| ---------------- | - | - | - | - | - | - | - | - | - | -- | - | -- | - |
| アメリカンリーグ | 0 | 1 | 1 | 0 | 0 | 0 | 0 | 3 | 0 | 3  | 8 | 13 | 0 |
| ナショナルリーグ | 0 | 0 | 1 | 0 | 0 | 0 | 1 | 1 | 2 | 1  | 6 | 7  | 1 |

1. 勝利：エドウィン・ディアス (SEA)
2. セーブ：J.A.ハップ (TOR)
3. 敗戦：ロス・ストリップリング (LAD)
4. 本塁打
AL：アーロン・ジャッジ (NYY),マイク・トラウト (LAA),ジーン・セグラ (SEA),アレックス・ブレグマン (HOU),ジョージ・スプリンガー (HOU)
NL：ウィルソン・コントレラス (CHC),トレバー・ストーリー (COL),クリスチャン・イェリッチ (MIL),スクーター・ジェネット (CIN),ジョーイ・ボット (CIN)
5. 審判
［球審］テッド・バレット
［塁審］ジム・レイノルズ、アルフォンソ・マルケス、アンディ・フレッチャー
［外審］マイク・ムフリンスキ、コーリー・ブレイザー
6. 観客動員数：43,843人 試合時間：3時間34分

- オールスター新記録の両チーム計10本塁打が飛び出した[2]。

### MVP
アレックス・ブレグマン (HOU) - 10回表に決勝点となる本塁打を記録